# Jutta Rautiainen
Jutta Rautiainen (* 11. Juli 1964) ist eine ehemalige finnische Fußballspielerin und gegenwärtige Fußballtrainerin ohne Anstellung.

## Spielerkarriere

### Vereine
Rautiainen spielte im Seniorinnenbereich ausschließlich für den Helsingin jalkapalloklubi in der Suomen mestaruussarja (SM-sarja), der unter diesem Namen seinerzeit höchsten Spielklasse im finnischen Frauenfußball. Mit dem Hauptstadtverein gewann sie während ihrer Vereinszugehörigkeit achtmal die Meisterschaft und fünfmal den nationalen Vereinspokal.

### Nationalmannschaft
Rautiainen bestritt für den SPL in drei Jahren 13 Länderspiele. Ihr Debüt gab sie am 27. Mai 1981 beim 2:1-Sieg im Freundschaftsspiel gegen die Schweizer Nationalmannschaft in Iisalmi. Anschließend gehörte sie der Mannschaft an, die am Turnier um die Nordische Meisterschaft 1981 im eigenen Land teilnahm und in allen drei Spielen eingesetzt wurde. Im letzten Spiel am 19. Juli in Helsinki erzielte sie beim 3:2-Sieg über die Nationalmannschaft Norwegens mit dem Treffer zur 1:0-Führung in der achten Minute ihr erstes Länderspieltor. Erst im Spieljahr 1989 wurde sie für drei weitere Länderspiele berücksichtigt. In Petolahti wurde das am 10. August ausgetragene Freundschaftsspiel gegen die  Nationalmannschaft Schwedens mit 0:2 verloren. Am 9. September und am 1. Oktober bestritt sie die ersten beiden Spiele der WM-Qualifikationsgruppe 3, die mit 0:1 gegen die Nationalmannschaft Norwegens in Varkaus und 0:0 unentschieden gegen die Nationalmannschaft Englands in London endeten. Im Spieljahr 1990 bestritt sie sechs Länderspiele, davon zwei am 21. und 25. März in Agia Napa auf Zypern im Turnier um den Open-Nordic-Cup als Alternative zu den (seit 1982 nicht mehr ausgetragenen) Nordischen Meisterschaften. An beiden Tagen endeten das erste und dritte Spiel gegen die Nationalmannschaften Norwegens und Dänemarks mit einer 0:1-Niederlage. Im Kräftemessen mit der Nationalmannschaft der UdSSR hingegen, wurden am 26. und 28. April in Leningrad mit 2:1 und 1:0 zwei Siege errungen. Im dritten EM-Qualifikationsspiel der Gruppe 3 gelang ihr am 12. Mai in Espoo beim 3:0-Sieg über die Nationalmannschaft Belgiens mit dem Treffer zum 2:0 in der 21. Minute ihr zweites Länderspieltor. Ihr letztes Länderspiel war das fünfte EM-Qualifikationsspiel der Gruppe 3, dass in Tampere am 29. September 1990 gegen die Nationalmannschaft Englands 0:0 unentschieden endete.

### Erfolge und Auszeichnung
- Finnischer Meister 1979, 1980, 1981, 1984, 1986, 1987, 1988, 1991
- Finnischer Pokal-Sieger 1981, 1984, 1985, 1986, 1991
- Aufnahme in die Hall of Fame 2023[5]

## Trainerkarriere
Nach ihrer Spielerkarriere schlug Rautiainen eine Trainerkarriere ein. Zunächst war sie für die weibliche U17-Nationalmannschaft verantwortlich und im weiteren Verlauf für die Seniorinnen des Ballklubs aus dem helsinkischen Stadtteil Malmi (Malmin Palloseura). In einer Spielzeit  unterstützte sie ihren Bruder Pasi als Co-Trainerin beim Erstligisten FC Jokerit. Von 2010 bis 2012 war sie Cheftrainerin der Frauenfußballmannschaft des HJK Helsinki, die sie am Ende der Spielzeit 2010 zum Pokalsieg (2:1 vs. Ilves Tampere) und am Ende der Spielzeit 2011 auf den dritten Platz in der Meisterschaft führte.
Rautiainen trainierte als Sportlehrer zudem zehn Jahre lang die männliche Jugend der Fußballklasse der Oberstufe einer weiterführenden Schule im helsinkischen Stadtteil Herttoniemi. Mit ihrem Masterabschluss in Sportwissenschaft hat sie den höchsten Fußballtrainerabschluss Finnlands inne, wie auch die deutsche Lizenzstufe A (Trainer-A Leistungssport). Sie ist zudem die erste Frau, die ein JVK-Trainerstudium absolvierte.